# خس الحيطان

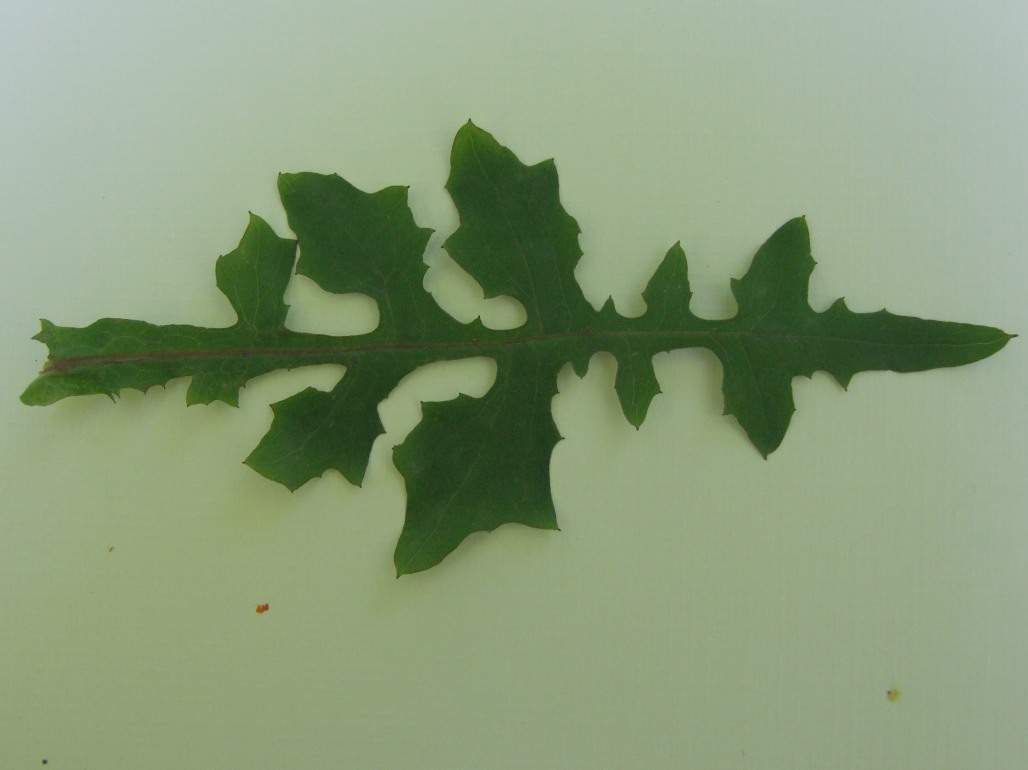

خَسّ الحِيطَان هو نبات مزهر معمر في قبيلة الهندباوية في الفصيلة النجمية. نوعٌ من الخس البري يكثر في الأرض البور وبين البيوت وعلى الجدران والحيطان. أوراقه متعاقبة كبيرة مفرضة حاضنة. ازهراره عنقودي منتصب. أزهاره صغيرة صفراء اللون.